# Montenegro op de Olympische Zomerspelen 2020
Montenegro nam deel aan de Olympische Zomerspelen 2020 in Tokio, Japan.

## Atleten
| sport       | mannen | vrouwen | totaal |
| ----------- | ------ | ------- | ------ |
| Atletiek    | 1      | 1       | 2      |
| Handbal     | 0      | 14      | 14     |
| Judo        | 0      | 1       | 1      |
| Schietsport | 0      | 1       | 1      |
| Waterpolo   | 13     | 0       | 13     |
| Zeilen      | 1      | 0       | 1      |
| Zwemmen     | 1      | 1       | 2      |
| totaal      | 0      | 11      | 11     |

## Sporten

### Atletiek
Mannen
Technische nummers
| atleet          | onderdeel    | kwalificaties | kwalificaties | finale         | finale         |
| atleet          | onderdeel    | afstand       | rang          | afstand        | rang           |
| --------------- | ------------ | ------------- | ------------- | -------------- | -------------- |
| Danijel Furtula | discuswerpen | 59,93         | 24            | niet geplaatst | niet geplaatst |

Vrouwen
Technische nummers
| atlete         | onderdeel    | kwalificaties | kwalificaties | finale  | finale |
| atlete         | onderdeel    | afstand       | rang          | afstand | rang   |
| -------------- | ------------ | ------------- | ------------- | ------- | ------ |
| Marija Vuković | hoogspringen | 1,95          | =1 Q          | 1,96    | 9      |

### Handbal
Vrouwen
| Olympiër | Onderdeel | Resultaat   | Prestatie |
| --- | --------- | ----------- | --------- |
| Marina Rajčić Jovanka Radičević Đurđina Jauković Matea Pletikosić Anastasija Babović Dijana Mugoša Andrea Klikovac Ljubica Nenezić Tatjana Brnović Ivona Pavićević Ema Ramusović Majda Mehmedović Jelena Despotović Itana Grbić Nikolina Vukčević | vrouwen   | kwartfinale | zie onder |

| Groepsfase |            |             |             |             |             |            |            |            |        |
| #          | Land       | Wedstrijden | Wedstrijden | Wedstrijden | Wedstrijden | Doelpunten | Doelpunten | Doelpunten | Punten |
| #          | Land       | GW          | W           | G           | V           | V          | T          | Saldo      | Punten |
| 1          | Noorwegen  | 5           | 5           | 0           | 0           | 10         | 170        | 123        | +47    |
| 2          | Nederland  | 5           | 4           | 0           | 1           | 8          | 169        | 143        | +26    |
| 3          | Montenegro | 5           | 2           | 0           | 3           | 4          | 139        | 142        | -2     |
| 4          | Zuid-Korea | 5           | 1           | 1           | 3           | 3          | 147        | 165        | -18    |
| 5          | Angola     | 5           | 1           | 1           | 3           | 3          | 130        | 156        | -26    |
| 6          | Japan      | 5           | 1           | 0           | 4           | 2          | 124        | 150        | -26    |

| Ronde           | Datum           | Lokale tijd    | MEZT           | Land           | Score          | Land            |  |
| --------------- | --------------- | -------------- | -------------- | -------------- | -------------- | --------------- |  |
| groepsfase      |                 |                |                |                |                |                 |  |
| 25 juli 2021    | 14:15           | 07:15          | Montenegro     | 33 – 22        | Angola         |                 |  |
| 27 juli 2021    | 09:00           | 02:00          | Japan          | 29 – 26        | Montenegro     |                 |  |
| 29 juli 2021    | 16:15           | 09:15          | Montenegro     | 23 – 35        | Noorwegen      |                 |  |
| 31 juli 2021    | 11:00           | 04:00          | Montenegro     | 28 – 26        | Zuid-Korea     |                 |  |
| 2 augustus 2021 | 19:30           | 12:30          | Nederland      | 30 – 29        | Montenegro     |                 |  |
|                 |                 |                |                |                |                |                 |  |
| kwartfinale     | 4 augustus 2021 | 09:30          | 02:30          | Montenegro     | 26 – 32        | Russische ploeg |  |
|                 |                 |                |                |                |                |                 |  |
| halve finale    | niet geplaatst  | niet geplaatst | niet geplaatst | niet geplaatst | niet geplaatst | niet geplaatst  |  |
|                 |                 |                |                |                |                |                 |  |
| finale          | niet geplaatst  | niet geplaatst | niet geplaatst | niet geplaatst | niet geplaatst | niet geplaatst  |  |

### Judo
Vrouwen
| atlete         | onderdeel | eerste ronde         | tweede ronde         | kwartfinale          | halve finale         | herkansing           | finale / BM          | finale / BM    |
| atlete         | onderdeel | tegenstander uitslag | tegenstander uitslag | tegenstander uitslag | tegenstander uitslag | tegenstander uitslag | tegenstander uitslag | rang           |
| -------------- | --------- | -------------------- | -------------------- | -------------------- | -------------------- | -------------------- | -------------------- | -------------- |
| Jovana Peković | −78 kg    | Prodan V 00 - 01     | niet geplaatst       | niet geplaatst       | niet geplaatst       | niet geplaatst       | niet geplaatst       | niet geplaatst |

### Schietsport
Vrouwen
| atlete          | onderdeel         | kwalificaties | kwalificaties | finale         | finale         |
| atlete          | onderdeel         | punten        | rang          | punten         | rang           |
| --------------- | ----------------- | ------------- | ------------- | -------------- | -------------- |
| Jelena Pantović | 10 m luchtpistool | 534           | 53            | niet geplaatst | niet geplaatst |

### Waterpolo
Mannen
| Atleten | Onderdeel | Resultaat | Prestatie |
| --- | --------- | --------- | --------- |
| Slaven Kandić Draško Brguljan Miroslav Perković Marko Petković Uroš Čučković Vlado Popadić Stefan Vidović Aleksa Ukropina Aleksandar Ivović Vladan Spaić Dušan Matković Dušan Banićević Petar Tešanović | mannen    | 8         | zie onder |

| Groep |            |             |             |             |            |            |            |            |        |
| #     | Land       | Wedstrijden | Wedstrijden | Wedstrijden | Doelpunten | Doelpunten | Doelpunten | Doelpunten | Punten |
| #     | Land       | G           | W           | G           | V          | V          | T          | Saldo      | Punten |
| 1     | Spanje     | 5           | 5           | 0           | 0          | 61         | 31         | +30        | 10     |
| 2     | Kroatië    | 5           | 3           | 0           | 2          | 62         | 46         | +16        | 6      |
| 3     | Servië     | 5           | 3           | 0           | 2          | 70         | 46         | +24        | 6      |
| 4     | Montenegro | 5           | 2           | 0           | 3          | 54         | 56         | -2         | 4      |
| 5     | Australië  | 5           | 2           | 0           | 3          | 49         | 60         | -11        | 4      |
| 6     | Kazachstan | 5           | 0           | 0           | 5          | 35         | 92         | -57        | 0      |

| Ronde                 | Datum           | Lokale tijd | MEZT       | Land        | Score         | Land       |  |
| --------------------- | --------------- | ----------- | ---------- | ----------- | ------------- | ---------- |  |
| groepsfase            |                 |             |            |             |               |            |  |
| 25 juli 2021          | 15:30           | 08:30       | Australië  | 10 - 15     | Montenegro    |            |  |
| 27 juli 2021          | 11:30           | 04:30       | Montenegro | 6 - 8       | Spanje        |            |  |
| 29 juli 2021          | 15:30           | 08:30       | Kroatië    | 13 - 8      | Montenegro    |            |  |
| 31 juli 2021          | 10:00           | 03:00       | Montenegro | 19 - 12     | Kazachstan    |            |  |
| 2 augustus 2021       | 14:00           | 07:00       | Servië     | 13 - 6      | Montenegro    |            |  |
|                       |                 |             |            |             |               |            |  |
| kwartfinale           | 4 augustus 2021 | 15:30       | 08:30      | Griekenland | 10 - 4        | Montenegro |  |
|                       |                 |             |            |             |               |            |  |
| plaatsing 5 - 8       | 6 augustus 2021 | 14:00       | 07:00      | Montenegro  | 10 - 12       | Kroatië    |  |
|                       |                 |             |            |             |               |            |  |
| wedstrijd om plaats 7 | 8 augustus 2021 | 09:30       | 02:30      | Montenegro  | 14 - 14 3 - 4 | Italië     |  |

### Zeilen
Mannen
| atleet        | onderdeel | race | race | race | race | race | race | race | race | race | race | race   | race   | race           | netto punten | eindnotering |
| atleet        | onderdeel | 1    | 2    | 3    | 4    | 5    | 6    | 7    | 8    | 9    | 10   | 11     | 12     | M              | netto punten | eindnotering |
| ------------- | --------- | ---- | ---- | ---- | ---- | ---- | ---- | ---- | ---- | ---- | ---- | ------ | ------ | -------------- | ------------ | ------------ |
| Milivoj Dukić | Laser     | 29   | 1    | 12   | 26   | 5    | 11   | 15   | 27   | 26   | 14   | n.v.t. | n.v.t. | niet geplaatst | 137          | 17           |

### Zwemmen
Mannen
| atleet          | onderdeel        | series | series | halve finale   | halve finale   | finale         | finale         |
| atleet          | onderdeel        | tijd   | rang   | tijd           | rang           | tijd           | rang           |
| --------------- | ---------------- | ------ | ------ | -------------- | -------------- | -------------- | -------------- |
| Boško Radulović | 100 m vrije slag | 53,60  | 61     | niet geplaatst | niet geplaatst | niet geplaatst | niet geplaatst |

Vrouwen
| atlete           | onderdeel        | series  | series | halve finale   | halve finale   | finale         | finale         |
| atlete           | onderdeel        | tijd    | rang   | tijd           | rang           | tijd           | rang           |
| ---------------- | ---------------- | ------- | ------ | -------------- | -------------- | -------------- | -------------- |
| Andela Antunović | 100 m vrije slag | 1.00,01 | 49     | niet geplaatst | niet geplaatst | niet geplaatst | niet geplaatst |